# Køb danske Julegaver
|  | Denne artikel er oprettet af botten Steenthbot ud fra en ekstern database. Den kan derfor have sproglige fejl eller mangler. Denne skabelon kan fjernes efter kontrol af indholdet. |

Køb danske Julegaver er en dansk dokumentarisk optagelse fra 1932.

## Handling
Christian H. Olesen (1885-1960), adm. direktør for De danske Spritfabrikker, propaganderer for, at vi skal købe danske varer. Olesen var formand for Landsforeningen dansk Arbejde i årene 1920-1952.